# Campeonato Mundial de Ciclismo en Pista de 2030
El CXXVII Campeonato Mundial de Ciclismo en Pista se celebrará en Brisbane (Australia) en el año 2030 bajo la organización de la Unión Ciclista Internacional (UCI) y la Federación Australiana de Ciclismo.